# Ренман, Нильс-Густав
Нильс-Густав Ренман (швед. Nils-Gustaf Renman; род. 18 декабря 1950) — шведский шахматист, международный мастер (1980).
Двукратный чемпион Швеции (1978 — совместно с Харри Шюсслером, 1980).
Многократный участник различных соревнований в составе национальной сборной по шахматам:
- 24-я олимпиада (1980) в г. Валлетте.
- 7-й командный чемпионат Европы (1980) в г. Скаре.
- 2-я Телешахолимпиада (1981/1982). Команда Швеции дошла по полуфинала.
- 10-й Кубок северных стран[нем.] (1985). Команда Швеции заняла 1-е место; Н.-Г. Ренман, играя на 4-й доске, завоевал золотую медаль в индивидуальном зачёте.
- 2 командных чемпионатах мира среди сеньоров, категория 65+ (2016—2017). В чемпионате 2017 года команда Швеции заняла 3-е место.

В составе команды г. Норрчёпинга участник 12-го Кубка европейских клубов (1996).

## Изменения рейтинга
| Графики недоступны из-за технических проблем. См. информацию на Фабрикаторе и на mediawiki.org. |